# Scopelosaurus hubbsi
Scopelosaurus hubbsi is een straalvinnige vissensoort uit de familie van papierbeenvissen (Notosudidae). De wetenschappelijke naam van de soort is voor het eerst geldig gepubliceerd in 1976 door Bertelsen, Krefft & Marshall.